# Coptocephala arcasi
Coptocephala arcasi es un coleóptero de la familia Chrysomelidae.
Fue descrita científicamente en 1960 por Báguena.